# International Institute for Species Exploration
El International Institute for Species Exploration (IISE) es un instituto de investigación patrocinado por la Universidad Estatal de Arizona, dedicada a mejorar la exploración taxonómica y la catalogación de nuevas especies de flora y fauna. Se encuentra ubicado en Tempe, Arizona , en los Estados Unidos de América. El director del instituto es el profesor Quentin D. Wheeler, ex entomólogo en Cornell.
Desde 2008, se ha publicado anualmente un "Top 10" de la biota más inusual o única recién identificada en el año anterior, con el objetivo de llamar la atención a la labor realizada en materia de taxonomía en todo el mundo durante el año anterior.
En 2011, el instituto ha contribuido a la estimación de que el planeta Tierra era el hogar de aproximadamente 8,7 millones de especies.